# Kabupaten de Pangkajene et les îles

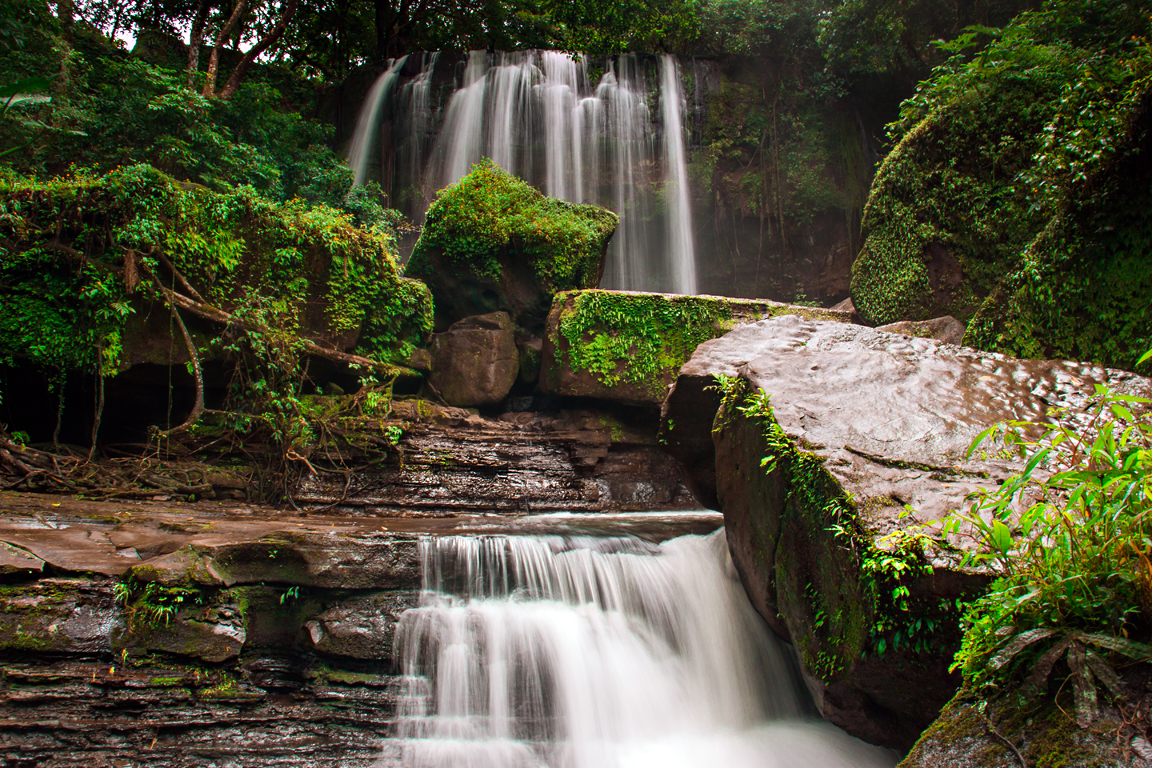
La chute d'eau de Padang Lampe

Le kabupaten de Pangkajene et les îles, en indonésien Kabupaten Pangkajene dan Kapulauan, autrefois appelé kabupaten des îles Pangkajene, en indonésien Kabupaten Kapulauan Pangkajene, est un kabupaten de la province de Sulawesi du Sud situé à 55 kilomètres au nord de Makassar. Son chef-lieu est Pangkajene. Il a une superficie de 1 112 km2.
Il est composé d'une partie de Sulawesi ainsi que des 117 îles de l'archipel de Spermonde. Les ressources naturelles sont l'agriculture, les plantations, l'élevage de poissons, la pêche ainsi que des carrières (marbre, calcaire) et des mines (charbon, quartz).